# Marcel Büchel
Marcel Büchel, né le 18 mars 1991 à Feldkirch en Autriche, est un footballeur international liechtensteinois. Il évolue au poste de milieu de terrain à L'Aquila 1927.

## Carrière
Après être passé par les classes jeunes du FC Saint-Gall en Suisse, il rejoint les rangs de l'AC Sienne. Il ne reste qu'une saison au club sans jamais joué en équipe première avant de rejoindre la Juventus Turin. Lors de sa première saison dans le club turinois, il prend part à deux rencontres de Ligue Europa. Lors des deux saisons suivantes, il est prêté à l'AS Gubbio qui évolue en seconde division puis à l'US Cremonese qui évolue en troisième division. 
Malgré le temps de jeu lors des deux saisons en prêt, il enchaîne de nouveau les prêts en seconde division, d'abord au SS Virtus Lanciano puis au Bologna FC, avec qui il est promu en Série A. 
Lors de la saison 2015-2016, il est prêté au Empoli FC puis transféré définitivement durant l'été 2016 pour un montant estimé à un peu plus d'un million d'euro.
Après avoir joué avec l'équipe autrichienne des moins de 19 ans, il débute en sélection du Liechtenstein en octobre 2015.

## Statistiques
| Saison                | Club                      | Championnat           | Championnat | Championnat | Coupe(s) nationale(s) | Coupe(s) nationale(s) | Compétition(s) continentale(s) | Compétition(s) continentale(s) | Compétition(s) continentale(s) | Liechtenstein | Liechtenstein | Total | Total |
| Saison                | Club                      | Division              | M.          | B.          | M.                    | B.                    | Comp.                          | M.                             | B.                             | M.            | B.            | M.    | B.    |
| 2010-2011             | Juventus FC               | Serie A               | 0           | 0           | 0                     | 0                     | C3                             | 2                              | 0                              | -             | -             | 2     | 0     |
| 2011-2012             | AS Gubbio (prêt)          | Serie B               | 17          | 1           | 2                     | 0                     | -                              | -                              | -                              | -             | -             | 19    | 1     |
| 2012-2013             | US Cremonese (prêt)       | Prima Divisione       | 24          | 0           | 0                     | 0                     | -                              | -                              | -                              | -             | -             | 24    | 0     |
| 2013-2014             | SS Virtus Lanciano (prêt) | Serie B               | 33          | 1           | 0                     | 0                     | -                              | -                              | -                              | -             | -             | 33    | 1     |
| 2014-2015             | Bologna FC (prêt)         | Serie B               | 26          | 3           | 4                     | 0                     | -                              | -                              | -                              | -             | -             | 30    | 3     |
| Sous-total            | Sous-total                | Sous-total            | 100         | 5           | 6                     | 0                     | -                              | 2                              | 0                              | -             | -             | 108   | 5     |
| 2015-2016             | Empoli FC (prêt)          | Serie A               | 28          | 2           | 0                     | 0                     | -                              | -                              | -                              | 4             | 0             | 32    | 2     |
| 2016-2017             | Empoli FC                 | Serie A               | -           | -           | -                     | -                     | -                              | -                              | -                              | -             | -             | 0     | 0     |
| Sous-total            | Sous-total                | Sous-total            | 28          | 2           | 0                     | 0                     | -                              | -                              | -                              | 4             | 0             | 32    | 2     |
| Total sur la carrière | Total sur la carrière     | Total sur la carrière | 128         | 7           | 6                     | 0                     | -                              | 2                              | 0                              | 4             | 0             | 140   | 7     |